# Normlösa församling
Normlösa församling var en församling i Linköpings stift inom Svenska kyrkan. Församlingen låg i Mjölby kommun. Församlingen uppgick 1 januari 2010 i Skänninge församling.
Församlingskyrka var Normlösa kyrka.
Folkmängd i församlingen var 2006 396 invånare.

## Administrativ historik

församling vapen

Församlingen har medeltida ursprung.
Församlingen utgjorde under medeltiden ett eget pastorat för att därefter till 1962 vara moderförsamling i pastoratet Normlösa och Herrberga som 1 maj 1934 utökades med Vallerstads och Järstads församlingar. Från 1962 till 1974 var församlingen moderförsamling i pastoratet Normlösa, Vallerstad, Skeppsås och Älvestad. Från 1974 till 2010 annexförsamling i pastoratet Skänninge, Allhelgona, Bjälbo, Järstad, Normlösa, Vallerstad och Skeppsås. Församlingen uppgick 2010 i Skänninge församling.
Församlingskod var 058607.

## Kyrkoherdar
Lista över kyrkoherdar i Normlösa.
| Ämbetstid | Namn                          | Levnadstid | Övrigt                         |
| --------- | ----------------------------- | ---------- | ------------------------------ |
| 1304      | Thorkill                      |            |                                |
| 1406      | Ingo                          |            |                                |
| 1515-1534 | Nicolaus                      | -1534      | Curatus.                       |
| 1535-1551 | Benedictus Laurentii          | -1551      | Curatus.                       |
| 1553-1570 | Nicolaus Aeschilli            | -1570      | Kyrkoherde och kontraktsprost. |
|           | Johannes Nicolai Husenbergius | 1540-      | Kyrkoherde och kontraktsprost. |
| 1618–1645 | Petrus Clementis              | 1585–1645  | Kyrkoherde och kontraktsprost. |
| 1645-1647 | Andreas Claudii Enærus        | 1615-1647  |                                |
| 1648-1654 | Andreas Olavi Ventilius       | 1622-1654  |                                |
| 1655-1676 | David Emundi Corylander       | 1622-1676  | Kyrkoherde och kontraktsprost. |
| 1679-1700 | Johannes Olin                 | 1645-1700  |                                |
| 1702-1730 | Johannes Schenberg            | 1667-1730  | Kyrkoherde och kontraktsprost. |
| 1731-1743 | Samuel Wallerin               | 1685-1743  |                                |
| 1743-1753 | Sven Westerström              | 1696-1753  |                                |
| 1754-1782 | Lars Linzander                | 1700-1782  |                                |
| 1783-1805 | Anders Fogelstrand            | 1742-1805  |                                |
| 1806-1822 | Johan Cnattingius             | 1758-1822  |                                |
| 1823-1826 | Carl Ulrik Isberg             | 1783-1826  |                                |
| 1829-1865 | Samuel Erik Petersson         | 1790-1865  | Kyrkoherde och kontraktsprost. |
| 1865-1883 | Johan Fredrik Widgren         | 1810-1883  |                                |
| 1885-1905 | Carl Alfred Carlsson          | 1838-1905  |                                |
| 1906      | Karl Peter Fröst              | 1847-1906  |                                |
| 1907-     | Carl Erik Axberg              | 1862-1947  |                                |

## Klockare och organister[5]
| Ämbetstid | Namn            | Levnadstid | Övrigt                |
| --------- | --------------- | ---------- | --------------------- |
| 1730–1761 | Jonas Sandberg  | 1701–1764  | Klockare och organist |
| 1761–     | Peter Palmgren  | 1729–1812  | Klockare och organist |
| 1796–1830 | Petrus Palmgren | 1765–      | Klockare och organist |
| 1837–1884 | Anders Höglund  | 1812–      | Klockare och organist |
| 1884–1910 | Otto Willén     | 1853–1932  | Klockare och organist |
| 1911–1938 | Hugo Jaensson   | 1878–1957  |                       |
|           | Helmer Comstedt | 1914–      |                       |
|           | Eric Hagberg    | 1910–1985  |                       |

### Klockare
| Ämbetstid | Namn                  | Levnadstid | Övrigt   |
| --------- | --------------------- | ---------- | -------- |
|           | Hans                  | –1639      | Klockare |
| 1667–1694 | Swen Nilsson          |            | Klockare |
|           | Lars Hansson          | –1699      | Klockare |
| 1702–1711 | Henning Christiansson |            | Klockare |
|           | Sverkel Torkelsson    |            | Klockare |
| 1713–1717 | Sven                  |            | Klockare |
| 1720–1721 | Erich                 |            | Klockare |

### Organist
| Ämbetstid | Namn                  | Levnadstid | Övrigt   |
| --------- | --------------------- | ---------- | -------- |
| –1699     | Pär Hansson           | –1699      | Organist |
| 1702–     | Kaal Anders Påvelsson |            | Organist |
| –1712     | Hans Nilsson          | 1634–1712  | Organist |
| 1712–1715 | Lars Lom              |            | Organist |
| 1726–1729 | Sven Normelius        |            | Organist |